# 小花刺薯蓣
小花刺薯蓣（学名：Dioscorea scortechinii var. parviflora）为薯蓣科薯蓣属的变种。分布于中国大陆的海南等地，生长于海拔200米至500米的地区，常生长在林中，目前尚未由人工引种栽培。

## 异名
- Dioscorea scortechinii Prain et Burk. var. parviflora Prain et Burk.